# Lijst van voetbalinterlands Engeland - Wales
Deze lijst van voetbalinterlands is een overzicht van alle officiële voetbalwedstrijden tussen de nationale teams van Engeland en Wales. De buurlanden hebben tot op heden 104 keer tegen elkaar gespeeld. De eerste ontmoeting, een vriendschappelijke wedstrijd, werd gespeeld in Londen op 18 januari 1879. De laatste confrontatie, een groepswedstrijd tijdens het Wereldkampioenschap voetbal 2022, vond plaats op 29 november 2022 in Ar Rayyan (Qatar).

## Wedstrijden
| №   | Plaats         | Datum             | Competitie                                         | Wedstrijd        | Uitslag |
| --- | -------------- | ----------------- | -------------------------------------------------- | ---------------- | ------- |
| 1   | Londen         | 18 januari 1879   | Vriendschappelijk                                  | Engeland − Wales | 2 − 1   |
| 2   | Wrexham        | 15 maart 1880     | Vriendschappelijk                                  | Wales − Engeland | 2 − 3   |
| 3   | Blackburn      | 26 februari 1881  | Vriendschappelijk                                  | Engeland − Wales | 0 − 1   |
| 4   | Wrexham        | 13 maart 1882     | Vriendschappelijk                                  | Wales − Engeland | 5 − 3   |
| 5   | Londen         | 3 februari 1883   | Vriendschappelijk                                  | Engeland − Wales | 5 − 0   |
| 6   | Wrexham        | 17 maart 1884     | British Home Championship 1884                     | Wales − Engeland | 0 − 4   |
| 7   | Blackburn      | 14 maart 1885     | British Home Championship 1885                     | Engeland − Wales | 1 − 1   |
| 8   | Wrexham        | 29 maart 1886     | British Home Championship 1886                     | Wales − Engeland | 1 − 3   |
| 9   | Londen         | 26 februari 1887  | British Home Championship 1887                     | Engeland − Wales | 4 − 0   |
| 10  | Crewe          | 4 februari 1888   | British Home Championship 1888                     | Engeland − Wales | 5 − 1   |
| 11  | Stoke-on-Trent | 23 februari 1889  | British Home Championship 1889                     | Engeland − Wales | 4 − 1   |
| 12  | Wrexham        | 15 maart 1890     | British Home Championship 1890                     | Wales − Engeland | 1 − 3   |
| 13  | Sunderland     | 7 maart 1891      | British Home Championship 1891                     | Engeland − Wales | 4 − 1   |
| 14  | Wrexham        | 5 maart 1892      | British Home Championship 1892                     | Wales − Engeland | 0 − 2   |
| 15  | Stoke-on-Trent | 13 maart 1893     | British Home Championship 1893                     | Engeland − Wales | 6 − 0   |
| 16  | Wrexham        | 12 maart 1894     | British Home Championship 1894                     | Wales − Engeland | 1 − 5   |
| 17  | Londen         | 18 maart 1895     | British Home Championship 1895                     | Engeland − Wales | 1 − 1   |
| 18  | Cardiff        | 16 maart 1896     | British Home Championship 1896                     | Wales − Engeland | 1 − 9   |
| 19  | Sheffield      | 29 maart 1897     | British Home Championship 1897                     | Engeland − Wales | 4 − 0   |
| 20  | Wrexham        | 28 maart 1898     | British Home Championship 1898                     | Wales − Engeland | 0 − 3   |
| 21  | Bristol        | 20 maart 1899     | British Home Championship 1899                     | Engeland − Wales | 4 − 0   |
| 22  | Cardiff        | 26 maart 1900     | British Home Championship 1900                     | Wales − Engeland | 1 − 1   |
| 23  | Newcastle      | 18 maart 1901     | British Home Championship 1901                     | Engeland − Wales | 6 − 0   |
| 24  | Wrexham        | 3 maart 1902      | British Home Championship 1902                     | Wales − Engeland | 0 − 0   |
| 25  | Portsmouth     | 2 maart 1903      | British Home Championship 1903                     | Engeland − Wales | 2 − 1   |
| 26  | Wrexham        | 29 februari 1904  | British Home Championship 1904                     | Wales − Engeland | 2 − 2   |
| 27  | Liverpool      | 27 maart 1905     | British Home Championship 1905                     | Engeland − Wales | 3 − 1   |
| 28  | Cardiff        | 19 maart 1906     | British Home Championship 1906                     | Wales − Engeland | 0 − 1   |
| 29  | Londen         | 18 maart 1907     | British Home Championship 1907                     | Engeland − Wales | 1 − 1   |
| 30  | Wrexham        | 16 maart 1908     | British Home Championship 1908                     | Wales − Engeland | 1 − 7   |
| 31  | Nottingham     | 15 maart 1909     | British Home Championship 1909                     | Engeland − Wales | 2 − 0   |
| 32  | Cardiff        | 14 maart 1910     | British Home Championship 1910                     | Wales − Engeland | 0 − 1   |
| 33  | Londen         | 13 maart 1911     | British Home Championship 1911                     | Engeland − Wales | 3 − 0   |
| 34  | Wrexham        | 11 maart 1912     | British Home Championship 1912                     | Wales − Engeland | 0 − 2   |
| 35  | Bristol        | 17 maart 1913     | British Home Championship 1913                     | Engeland − Wales | 4 − 3   |
| 36  | Cardiff        | 16 maart 1914     | British Home Championship 1914                     | Wales − Engeland | 0 − 2   |
| 37  | Londen         | 15 maart 1920     | British Home Championship 1919/20                  | Engeland − Wales | 1 − 2   |
| 38  | Cardiff        | 14 maart 1921     | British Home Championship 1920/21                  | Wales − Engeland | 0 − 0   |
| 39  | Liverpool      | 13 maart 1922     | British Home Championship 1921/22                  | Engeland − Wales | 1 − 0   |
| 40  | Cardiff        | 5 maart 1923      | British Home Championship 1922/23                  | Wales − Engeland | 2 − 2   |
| 41  | Blackburn      | 3 maart 1924      | British Home Championship 1923/24                  | Engeland − Wales | 1 − 2   |
| 42  | Swansea        | 28 februari 1925  | British Home Championship 1924/25                  | Wales − Engeland | 1 − 2   |
| 43  | Londen         | 1 maart 1926      | British Home Championship 1925/26                  | Engeland − Wales | 1 − 3   |
| 44  | Wrexham        | 12 februari 1927  | British Home Championship 1926/27                  | Wales − Engeland | 3 − 3   |
| 45  | Burnley        | 28 november 1927  | British Home Championship 1927/28                  | Engeland − Wales | 1 − 2   |
| 46  | Swansea        | 17 november 1928  | British Home Championship 1928/29                  | Wales − Engeland | 2 − 3   |
| 47  | Londen         | 20 november 1929  | British Home Championship 1929/30                  | Engeland − Wales | 6 − 0   |
| 48  | Wrexham        | 22 november 1930  | British Home Championship 1930/31                  | Wales − Engeland | 0 − 4   |
| 49  | Liverpool      | 18 november 1931  | British Home Championship 1931/32                  | Engeland − Wales | 3 − 1   |
| 50  | Wrexham        | 16 november 1932  | British Home Championship 1932/33                  | Wales − Engeland | 0 − 0   |
| 51  | Newcastle      | 15 november 1933  | British Home Championship 1933/34                  | Engeland − Wales | 1 − 2   |
| 52  | Cardiff        | 29 september 1934 | British Home Championship 1934/35                  | Wales − Engeland | 0 − 4   |
| 53  | Wolverhampton  | 5 februari 1936   | British Home Championship 1935/36                  | Engeland − Wales | 1 − 2   |
| 54  | Cardiff        | 17 oktober 1936   | British Home Championship 1936/37                  | Wales − Engeland | 2 − 1   |
| 55  | Middlesbrough  | 17 november 1937  | British Home Championship 1937/38                  | Engeland − Wales | 2 − 1   |
| 56  | Cardiff        | 22 oktober 1938   | British Home Championship 1938/39                  | Wales − Engeland | 4 − 2   |
| 57  | Manchester     | 13 november 1946  | British Home Championship 1946/47                  | Engeland − Wales | 3 − 0   |
| 58  | Cardiff        | 18 oktober 1947   | British Home Championship 1947/48                  | Wales − Engeland | 0 − 3   |
| 59  | Birmingham     | 10 november 1948  | British Home Championship 1948/49                  | Engeland − Wales | 1 − 0   |
| 60  | Cardiff        | 15 oktober 1949   | British Home Championship 1949/50 en WK 1950 kwal. | Wales − Engeland | 1 − 4   |
| 61  | Sunderland     | 15 november 1950  | British Home Championship 1950/51                  | Engeland − Wales | 4 − 2   |
| 62' | Cardiff        | 20 oktober 1951   | British Home Championship 1951/52                  | Wales − Engeland | 1 − 1   |
| 63  | Londen         | 12 november 1952  | British Home Championship 1952/53                  | Engeland − Wales | 5 − 2   |
| 64  | Cardiff        | 10 oktober 1953   | British Home Championship 1953/54 en WK 1954 kwal. | Wales − Engeland | 1 − 4   |
| 65  | Londen         | 10 november 1954  | British Home Championship 1954/55                  | Engeland − Wales | 3 − 2   |
| 66  | Cardiff        | 22 oktober 1955   | British Home Championship 1955/56                  | Wales − Engeland | 2 − 1   |
| 67  | Londen         | 14 november 1956  | British Home Championship 1956/57                  | Engeland − Wales | 3 − 1   |
| 68  | Cardiff        | 19 oktober 1957   | British Home Championship 1957/58                  | Wales − Engeland | 0 − 4   |
| 69  | Londen         | 26 november 1958  | British Home Championship 1958/59                  | Engeland − Wales | 2 − 2   |
| 70  | Cardiff        | 17 oktober 1959   | British Home Championship 1959/60                  | Wales − Engeland | 1 − 1   |
| 71  | Londen         | 23 november 1960  | British Home Championship 1960/61                  | Engeland − Wales | 5 − 1   |
| 72  | Cardiff        | 14 oktober 1961   | British Home Championship 1961/62                  | Wales − Engeland | 1 − 1   |
| 73  | Londen         | 21 november 1962  | British Home Championship 1962/63                  | Engeland − Wales | 4 − 0   |
| 74  | Cardiff        | 12 oktober 1963   | British Home Championship 1963/64                  | Wales − Engeland | 0 − 4   |
| 75  | Londen         | 18 november 1964  | British Home Championship 1964/65                  | Engeland − Wales | 2 − 1   |
| 76  | Cardiff        | 2 oktober 1965    | British Home Championship 1965/66                  | Wales − Engeland | 0 − 0   |
| 77  | Londen         | 16 november 1966  | British Home Championship 1966/67 en EK 1968 kwal. | Engeland − Wales | 5 − 1   |
| 78  | Cardiff        | 21 oktober 1967   | British Home Championship 1967/68 en EK 1968 kwal. | Wales − Engeland | 0 − 3   |
| 79  | Londen         | 7 mei 1969        | British Home Championship 1969                     | Engeland − Wales | 2 − 1   |
| 80  | Cardiff        | 18 april 1970     | British Home Championship 1970                     | Wales − Engeland | 1 − 1   |
| 81  | Londen         | 19 mei 1971       | British Home Championship 1971                     | Engeland − Wales | 0 − 0   |
| 82  | Cardiff        | 20 mei 1972       | British Home Championship 1972                     | Wales − Engeland | 0 − 3   |
| 83  | Cardiff        | 15 november 1972  | WK 1974 kwalificatie                               | Wales − Engeland | 0 − 1   |
| 84  | Londen         | 24 januari 1973   | WK 1974 kwalificatie                               | Engeland − Wales | 1 − 1   |
| 85  | Londen         | 15 mei 1973       | British Home Championship 1973                     | Engeland − Wales | 3 − 0   |
| 86  | Cardiff        | 11 mei 1974       | British Home Championship 1974                     | Wales − Engeland | 0 − 2   |
| 87  | Londen         | 21 mei 1975       | British Home Championship 1975                     | Engeland − Wales | 2 − 2   |
| 88  | Wrexham        | 24 maart 1976     | Vriendschappelijk                                  | Wales − Engeland | 1 − 2   |
| 89  | Cardiff        | 8 mei 1976        | British Home Championship 1976                     | Wales − Engeland | 0 − 1   |
| 90  | Londen         | 31 mei 1977       | British Home Championship 1977                     | Engeland − Wales | 0 − 1   |
| 91  | Cardiff        | 13 mei 1978       | British Home Championship 1978                     | Wales − Engeland | 1 − 3   |
| 92  | Londen         | 23 mei 1979       | British Home Championship 1979                     | Engeland − Wales | 0 − 0   |
| 93  | Wrexham        | 17 mei 1980       | British Home Championship 1980                     | Wales − Engeland | 4 − 1   |
| 94  | Londen         | 20 mei 1981       | British Home Championship 1981                     | Engeland − Wales | 0 − 0   |
| 95  | Cardiff        | 27 april 1982     | British Home Championship 1982                     | Wales − Engeland | 0 − 1   |
| 96  | Londen         | 23 februari 1983  | British Home Championship 1983                     | Engeland − Wales | 2 − 1   |
| 97  | Wrexham        | 2 mei 1984        | British Home Championship 1983/84                  | Wales − Engeland | 1 − 0   |
| 98  | Manchester     | 9 oktober 2004    | WK 2006 kwalificatie                               | Engeland − Wales | 2 − 0   |
| 99  | Cardiff        | 3 september 2005  | WK 2006 kwalificatie                               | Wales − Engeland | 0 − 1   |
| 100 | Cardiff        | 26 maart 2011     | EK 2012 kwalificatie                               | Wales − Engeland | 0 − 2   |
| 101 | Londen         | 6 september 2011  | EK 2012 kwalificatie                               | Engeland − Wales | 1 − 0   |
| 102 | Lens           | 16 juni 2016      | EK 2016                                            | Engeland − Wales | 2 − 1   |
| 103 | Londen         | 8 oktober 2020    | Vriendschappelijk                                  | Engeland − Wales | 3 − 0   |
| 104 | Ar Rayyan      | 29 november 2022  | WK 2022                                            | Wales – Engeland | 0 − 3   |

## Samenvatting
| Competitie                | Totaal gespeeld | Winst Engeland | Gelijk | Winst Wales | Doelsaldo Engeland – Wales |
| ------------------------- | --------------- | -------------- | ------ | ----------- | -------------------------- |
| WK-eindronde              | 1               | 1              | 0      | 0           | 3 − 0                      |
| WK-kwalificatie           | 6               | 5              | 1      | 0           | 12 − 3                     |
| EK-eindronde              | 1               | 1              | 0      | 0           | 2 − 1                      |
| EK-kwalificatie           | 4               | 4              | 0      | 0           | 11 − 1                     |
| British Home Championship | 89              | 57             | 20     | 12          | 222 − 79                   |
| Vriendschappelijk         | 7               | 5              | 0      | 2           | 18 − 0                     |
| Totaal                    | 104             | 69             | 21     | 14          | 253 − 91                   |

Wedstrijden die zowel voor het British Home Championship als voor WK- of EK-kwalificatie golden zijn in beide categorieën meegeteld.
Wedstrijden bepaald door strafschoppen worden, in lijn met de FIFA, als een gelijkspel gerekend.

## Details

### 93ste ontmoeting
| British Home Championship (Wrexham, Wales, 17 mei 1980):                    |       |                  |
| Wales                                                                       | 4 – 1 | Engeland         |
| Mickey Thomas 19' Ian Walsh 30' Leighton James 60' Phil Thompson 66' (e.d.) | goals | 16' Paul Mariner |

### 94ste ontmoeting
| British Home Championship (Londen, Engeland, 20 mei 1981): |       |       |
| Engeland                                                   | 0 – 0 | Wales |
|                                                            | goals |       |

### 95ste ontmoeting
| British Home Championship (Cardiff, Wales, 27 april 1982): |       |                    |
| Wales                                                      | 0 – 1 | Engeland           |
|                                                            | goals | 74' Trevor Francis |

### 96ste ontmoeting
| British Home Championship (Londen, Engeland, 23 februari 1983):                                 |       |              |
| Engeland                                                                                        | 2 – 1 | Wales        |
| Terry Butcher 39' Phil Neal 78' (pen.)                                                          | goals | 14' Ian Rush |
| - Debuut van Derek Statham (West Bromwich Albion) en Gordon Cowans (Aston Villa) voor Engeland. |       |              |

### 97ste ontmoeting
| British Home Championship (Wrexham, Wales, 2 mei 1984): |              | |
| Wales | 1 – 0        | Engeland |
| Mark Hughes 17' | goals        | |
| Mike England | bondscoach   | Bobby Robson |
| Neville Southall David Phillips Joey Jones Robbie James Jeff Hopkins Kevin Ratcliffe Gordon Davies Alan Davies Ian Rush Mickey Thomas Mark Hughes                                         | opstellingen | Peter Shilton Mike Duxbury Alan Kennedy Sammy Lee 80' Alvin Martin Mark Wright Ray Wilkins John Gregory Paul Walsh Tony Woodcock 77' David Armstrong |
| | wissels      | 77' Luther Blissett 80' Terry Fenwick |
| - Debuut van David Phillips (Plymouth Argyle) en Mark Hughes (Manchester United) voor Wales. - Debuut van Terry Fenwick (Queens Park Rangers) en Mark Wright (Southampton) voor Engeland. |              | |

### 102de ontmoeting
| EK 2016 (Lens, Frankrijk, 16 juni 2016): |              | |
| Engeland | 2 – 1        | Wales |
| Jamie Vardy 56' Daniel Sturridge 90+1' | goals        | 42' Gareth Bale |
| Roy Hodgson | bondscoach   | Chris Coleman |
| Joe Hart Gary Cahill Danny Rose Kyle Walker Eric Dier Chris Smalling Adam Lallana 73' Raheem Sterling 46' Dele Alli Wayne Rooney Harry Kane 46' | opstellingen | Wayne Hennessey Chris Gunter Neil Taylor Ashley Williams James Chester Ben Davies Gareth Bale 67' Joe Ledley 72' Hal Robson-Kanu Joe Allen Aaron Ramsey |
| Daniel Sturridge 46' Jamie Vardy 46' Marcus Rashford 73'                                                                                        | wissels      | 67' David Edwards 72' Jonathan Williams |
| | gele kaarten | 61' Ben Davies |

FA · A-internationals · Selecties · Bondscoaches · Engels vrouwenelftal · Brits olympisch elftal · Engeland -21 · Engeland -20 · Engeland -19 · Engeland -18 · Engeland -17 · Engeland -16 · Vrouwen -17
1872 – 1899 ·
1900 – 1919 ·
1920 – 1929 ·
1930 – 1939 ·
1940 – 1949 ·
1950 – 1959 ·
1960 – 1969 ·
1970 – 1979 ·
1980 – 1989 ·
1990 – 1999 ·
2000 – 2009 ·
2010 – 2019 ·
2020 − 2029
EK's: 1968 ·
1980 ·
1988 ·
1992 ·
1996 ·
2000 ·
2004 ·
2012 · 
2016 · 
2020 · 
2024
WK's: 1950 ·
1954 ·
1958 ·
1962 ·
1966 ·
1970 ·
1982 ·
1986 ·
1990 ·
1998 ·
2002 ·
2006 ·
2010 ·
2014 ·
2018 · 
2022
Albanië ·
Algerije ·
Andorra ·
Argentinië ·
Australië ·
Azerbeidzjan ·
België ·
Bosnië en Herzegovina ·
Brazilië ·
Bulgarije ·
Canada ·
Chili ·
China ·
Colombia ·
Costa Rica ·
Cyprus ·
Denemarken ·
DDR · 
Duitsland ·
Ecuador ·
Egypte ·
Estland ·
Finland ·
Frankrijk ·
Georgië ·
Ghana ·
GOS ·
Griekenland ·
Honduras ·
Hongarije ·
Ierland ·
IJsland · 
Iran ·
Israël ·
Italië ·
Ivoorkust ·
Jamaica ·
Japan ·
Joegoslavië ·
Kameroen ·
Kazachstan ·
Koeweit ·
Kosovo ·
Kroatië ·
Liechtenstein ·
Litouwen ·
Luxemburg ·
Maleisië ·
Malta ·
Marokko ·
Mexico ·
Moldavië ·
Montenegro ·
Nederland ·
Nieuw-Zeeland ·
Nigeria ·
Noord-Ierland ·
Noord-Macedonië ·
Noorwegen ·
Oekraïne ·
Oostenrijk ·
Panama · 
Paraguay ·
Peru · 
Polen ·
Portugal ·
Roemenië ·
Rusland ·
San Marino · 
Saoedi-Arabië ·
Schotland ·
Senegal ·
Servië ·
Servië en Montenegro · 
Slovenië ·
Slowakije ·
Sovjet-Unie ·
Spanje ·
Trinidad en Tobago ·
Tsjechië ·
Tsjecho-Slowakije ·
Tunesië ·
Turkije ·
Uruguay ·
Verenigde Staten ·
Wales ·
Wit-Rusland ·
Zuid-Afrika ·
Zuid-Korea ·
Zweden ·
Zwitserland
Algerije (2010) · 
Argentinië (1986) · 
Argentinië (1998) · 
Argentinië (2002) · 
België (1990) · 
België (2018, 1) · 
België (2018, 2) · 
Brazilië (2002) · 
Colombia (1998) ·
Colombia (2018) ·
Costa Rica (2014) ·
Denemarken (2002) ·
Denemarken (2021) · 
Duitsland (2000) ·
Duitsland (2010) ·
Duitsland (2021) ·
Ecuador (2006) ·
Egypte (1990) ·
Frankrijk (1982) ·
Frankrijk (2012) ·
Frankrijk (2022) ·
Ierland (1990) · 
IJsland (2016) ·
Italië (1990) · 
Italië (2012) · 
Italië (2014) · 
Italië (2021) · 
Kameroen (1990) · 
Koeweit (1982) · 
Kroatië (2018) ·
Kroatië (2021) · 
Marokko (1986) · 
Nederland (1990) · 
Nigeria (2002) · 
Oekraïne (2012) · 
Oekraïne (2021) ·
Panama (2018) · 
Paraguay (1986) · 
Paraguay (2006) · 
Polen (1986) · 
Portugal (1986) · 
Portugal (2000) · 
Portugal (2006) · 
Roemenië (1998) ·
Roemenië (2000) ·
Rusland (2016) ·
Schotland (2021) ·
Senegal (2022) ·
Slovenië (2010) ·
Slowakije (2016) ·
Spanje (1982) ·
Spanje (2024) ·
Trinidad en Tobago (2006) ·
Tsjechië (2021) ·
Tsjecho-Slowakije (1982) ·
Tunesië (1998) ·
Tunesië (2018) ·
Uruguay (2014) ·
Verenigde Staten (2010) ·
Wales (2016) · 
West-Duitsland (1966) ·
West-Duitsland (1982) ·
West-Duitsland (1990) ·
Zweden (2002) ·
Zweden (2006) · 
Zweden (2012)
FAW · A-internationals · Bondscoaches · Statistieken · Welsh vrouwenelftal · Brits olympisch elftal · Wales U21 · Wales U20 · Wales U19 · Wales U18 · Wales U17 · Wales U16
1876 – 1899 ·
1900 – 1919 ·
1920 – 1929 ·
1930 – 1939 ·
1940 – 1949 ·
1950 – 1959 ·
1960 – 1969 ·
1970 – 1979 ·
1980 – 1989 ·
1990 – 1999 ·
2000 – 2009 ·
2010 – 2019 ·
2020 − 2029
EK 2016 · 
EK 2020
WK 1958
1876 · 
1877 · 
1878 · 
1879 · 
1880 · 
1881 · 
1882 · 
1883 · 
1884 · 
1885 · 
1886 · 
1887 · 
1888 · 
1889 · 
1890 · 
1891 · 
1892 · 
1893 · 
1894 · 
1895 · 
1896 · 
1897 · 
1898 · 
1899 · 
1900 · 
1901 · 
1902 · 
1903 · 
1904 · 
1905 · 
1906 · 
1907 · 
1908 · 
1909 · 
1910 · 
1911 · 
1912 · 
1913 · 
1914 · 
1915 · 1916 · 1917 · 1918 · 1919 · 
1920 · 
1921 · 
1922 · 
1923 · 
1924 · 
1925 · 
1926 · 
1927 · 
1928 · 
1929 · 
1930 · 
1931 · 
1932 · 
1933 · 
1934 · 
1935 · 
1936 · 
1937 · 
1938 · 
1939 · 
1940 · 1941 · 1942 · 1943 · 1944 · 1945 · 
1946 · 
1947 · 
1948 · 
1949 · 
1950 · 
1952 · 
1952 · 
1953 · 
1954 · 
1955 · 
1956 · 
1957 · 
1958 · 
1959 · 
1960 · 
1961 · 
1962 · 
1963 · 
1964 · 
1965 · 
1966 · 
1967 · 
1968 · 
1969 · 
1970 · 
1971 · 
1972 · 
1973 · 
1974 · 
1975 · 
1976 · 
1977 · 
1978 · 
1979 · 
1980 · 
1981 · 
1982 · 
1983 · 
1984 · 
1985 · 
1986 · 
1987 · 
1988 · 
1989 · 
1990 · 
1991 · 
1992 · 
1993 · 
1994 · 
1995 · 
1996 · 
1997 · 
1998 · 
1999 · 
2000 · 
2001 · 
2002 · 
2003 · 
2004 · 
2005 · 
2006 · 
2007 · 
2008 · 
2009 · 
2010 · 
2011 · 
2012 · 
2013 · 
2014 · 
2015 · 
2016 · 
2017 ·
2018 ·
2019 ·
2020 ·
2021 ·
2022 ·
2023
Albanië ·
Andorra ·
Argentinië ·
Armenië ·
Australië ·
Azerbeidzjan ·
België ·
Bosnië en Herzegovina ·
Brazilië ·
Bulgarije ·
Canada ·
Chili ·
China ·
Costa Rica ·
Cyprus ·
DDR ·
Denemarken ·
Duitsland ·
Engeland ·
Estland ·
Faeröer ·
Finland ·
Frankrijk ·
Georgië ·
Gibraltar ·
Griekenland ·
Hongarije ·
Ierland ·
IJsland ·
Iran ·
Israël ·
Italië ·
Jamaica ·
Japan ·
Joegoslavië ·
Kazachstan ·
Koeweit ·
Kroatië ·
Letland ·
Liechtenstein ·
Luxemburg ·
Malta ·
Mexico ·
Moldavië ·
Montenegro ·
Nederland ·
Nieuw-Zeeland ·
Noord-Ierland ·
Noord-Macedonië ·
Noorwegen ·
Oekraïne ·
Oostenrijk ·
Panama ·
Paraguay ·
Polen ·
Portugal · 
Qatar ·
Roemenië ·
Rusland ·
San Marino ·
Saoedi-Arabië ·
Schotland ·
Servië ·
Servië en Montenegro ·
Slovenië ·
Slowakije ·
Sovjet-Unie ·
Spanje ·
Trinidad & Tobago ·
Tsjechië ·
Tsjecho-Slowakije ·
Tunesië ·
Turkije ·
Uruguay ·
Verenigde Staten ·
Wit-Rusland ·
Zuid-Korea ·
Zweden ·
Zwitserland
Engeland (2016) · 
Denemarken (2021) · 
Italië (2021) · 
Rusland (2016) ·
Slowakije (2016) · 
Turkije (2021) · 
Zwitserland (2021)